# رخش

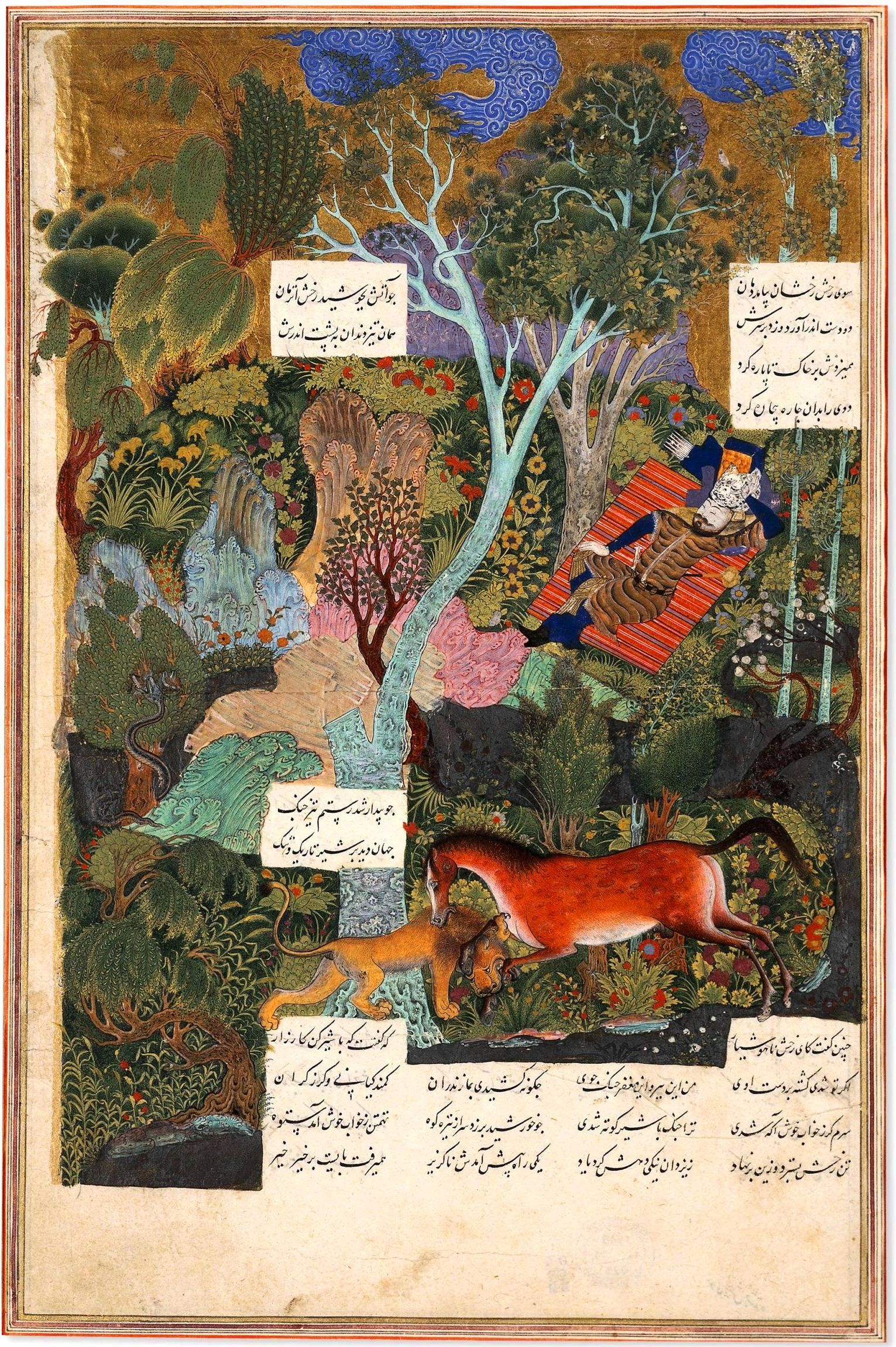

رخش هو اسم الحصان الذي أخذه رستم وقد ذكر اسمه في الشاهنامة والأساطير الإيرانية.